# Elżbieta Tęgowska
Elżbieta Tęgowska (ur. 4 marca 1943) – polska malarka, kuratorka, autorka artykułów i tekstów o sztuce.

## Życiorys
W 1969 roku otrzymała dyplom w Państwowej Wyższej Szkoły Sztuk Plastycznych w Gdańsku na Wydziale Malarstwa. Pracowała jako instruktor w gdańskim Pałacu Młodzieży (1985–1996) oraz kierowała galerią Na piętrze w Gdańsku (1992–1996).
Organizatorka projektu Sans Frontieres, Sans Limites (2002–2004), współpracownik stowarzyszenia Association SSBONC (2003–2005), prowadząca warsztaty w Sonder Fielding Hoejskole w Danii (2004). W 2004 roku była jurorką Międzynarodowego Festiwalu Filmowego Filmów Krótkometrażowych Aye Aye. Brała udział w projekcie Fantazje na temat bram i portali Gdańska. Od maja 2009 roku komisarz galerii ART@GDAŃSK GALLERY.
Nagrodzona Stypendium Kulturalnym Miasta Gdańska (2001, 2006, 2007, 2008) i Nagrodą Prezydenta Miasta Gdańska w Dziedzinie Kultury. Za cykl wystaw zorganizowanych w roku 2010 była nominowana do Nagrody Miasta Gdańska w Dziedzinie Kultury „Splendor Gedanensis”. W roku 2010 brała udział w przygotowywaniu monografii Lucjana Bokińca, założyciela DKF i organizatora Festiwalu Filmów Polskich.
Członkini Związku Polskich Artystów Plastyków (od 1970 roku), Gdańskiego Towarzystwa Przyjaciół Sztuki (od 2009 roku). 

## Ważniejsze wystawy indywidualne
- 1992 Martwa natura, galeria Palowa, Gdańsk
- 1993 Lalka Zbyszka, Galeria ZPAP, Gdańsk
- 1995 Blisko i bliżej galaria GTPS Punkt, Gdańsk
- 1997 Wyniosła cisza, Narodowe Muzeum Morskie w Gdańsku, Gdańsk
- 1998 Po drugiej stronie tęczy, Mała Galeria, Gdańsk
- 1999 Iść za marzeniem II, galeria POSK, Londyn, Anglia
- 2001 Afirmacja II, Muzeum Historii Miasta Gdańska, Gdańsk
- 2004 Malarstwo, galeria Association SSBONC, Le Havre, Francja
- 2007 Rysunek galeria ZPAP, Gdańsk
- 2007/2008 Iść za marzeniem II, Narodowe Muzeum Morskie w Gdańsku, Gdańsk
- 2008 Ars ante portas, Polska Filharmonia Bałtycka im. Fryderyka Chopina w Gdańsku
- 2008 Burslem School of Art, Anglia[4]
- 2008 Stoke-on-Trent, Anglia
- 2010 galeria ZPAP, Gdańsk
- 2010  Elżbieta Tęgowska, wystawa z okazji jubileusz 40-lecia pracy twórczej, galeria „Koło", Gdańsk
- 2012 wystawy z okazji 101 rocznicy ZPAP z Danutą Joppek i Januszem Janowskim Gdański Archipelag Kultury „Wyspa Skarbów", Sobieszewo[5]
- 2013 Razem i Osobno z Markiem Modelem,  Dom Aktora, Gdańsk[6]
- 2015 galeria GTPS, Gdańsk[7]

## Ważniejsze wystawy zbiorowe
- 1975 Malarstwo kobiet, Muzeum Narodowe w Gdańsku
- 1990 Konfrontacje 90, PGS, Sopot
- 1999 Związki, kościół św. Jana, Gdańsk
- 2000 Oliwa bliżej Gdańska, Gdańsk bliżej sztuki, Dworek - Galeria Artystycznej Inicjatywy, Gdańsk Oliwa[8]
- 2000 Bez tytułu – pamięci profesora Kazimierza Ostrowskiego, Galeria 78, Gdynia
- 2001 Trwanie, Galeria EL, Elbląg
- 2002 Sans Frontieres, Sans Limites, Pavillon du Verdurier, Limoges, Francja
- 2002 Artyści z Gdańska, Galeria "A", Starogard Gdański
- 2003 II Biennale Tkaniny i Malarstwa, Gdańsk
- 2003 Dieu Sauve les Grues, Association Nautilosh, Dunkierka, Francja
- 2005 La Brise de Gdańsk, Merostwo, Le Havre, Francja
- 2005 Paske udstilling, Bratskov, Dania
- 2006 Rysunek, Druskienniki, Litwa
- 2007 cykl wystaw Pomorze – Druskienniki

## Nagrody
- Nagroda Prezydenta Miasta Gdańska w Dziedzinie Kultury z okazji jubileuszu 40-lecia pracy artystycznej (2010)[9]
- Nagroda Prezydenta Miasta Gdańska w Dziedzinie Kultury za cykl artykułów i tekstów o sztuce, a przede wszystkim za humor w obrazach oraz z okazji jubileuszu 45-lecia pracy artystycznej (2015)[9]
- Nagroda Prezydenta Miasta Gdańska w Dziedzinie Kultury z okazji jubileuszu 50-lecia pracy twórczej (2020)[9]